# Zwiechy
Zwiechy – część wsi Turów w Polsce, położona w województwie łódzkim, w powiecie wieluńskim, w gminie Wieluń. 
W latach 1975–1998 Zwiechy należały administracyjnie do województwa sieradzkiego.